# James Thomson (Fußballspieler)
James John Thomson (* 25. Dezember 1851 in Annan, Schottland; † 21. Juli 1915 in Highgate, London) war ein schottischer Fußballspieler. Mit dem im Jahr 1867 gegründeten FC Queen’s Park, dem ältesten Fußballverein Schottlands, gewann er in den 1870er Jahren einmal den schottischen Pokal.

## Karriere und Leben
James Thomson spielte von 1871 bis 1874 für den schottischen Verein FC Queen’s Park dem ältesten Fußballverein Schottlands. Mit dem Verein gewann er die ersten Austragung des schottischen Pokals 1873/74. Dabei führte er die Mannschaft als Kapitän auf das Spielfeld. Im Oktober 1874 absolvierte er sein letztes Spiel im Trikot von Queen’s Park, bevor er aus beruflichen Gründen nach Liverpool ging. In England machte er ein Vermögen in der Fleischindustrie.
Das erste Länderspiel das Thomson im Jahr 1872 absolvierte, war außerdem das erste der schottischen Fußballnationalmannschaft und das erste offizielle Länderspiel in der Geschichte des Fußballs. Das Spiel zwischen Schottland und England wurde am 30. November 1872 auf dem Hamilton Crescent im heutigen Glasgower Stadtteil Partick ausgetragen. Das Spiel, welches rund 3.000 Zuschauer sahen, endete mit 0:0. Die schottische Mannschaft bestand ausschließlich aus Spielern des FC Queen’s Park. Weitere Länderspiele folgten in den Jahren 1873 und 1874 gegen England.

## Erfolge
Mit dem FC Queen’s Park:
- Schottischer Pokalsieger: 1874